# Geissoloma marginatum
Geissoloma marginatum je jediný zástupce rodu Geissoloma a čeledi Geissolomataceae vyšších dvouděložných rostlin z řádu Crossosomatales. Je to nevelký stálezelený keř s drobnými listy a čtyřčetnými růžovými květy, rostoucí v Kapsku v Jižní Africe.

## Charakteristika
Geissoloma marginatum je nevelký stálezelený keř, dorůstající výšky 50 až 120 cm. Listy jsou kožovité, vstřícné a křižmostojné, téměř nebo zcela přisedlé, s vejčitou, bázi srdčitou a na vrcholu špičatou čepelí se zpeřenou žilnatinou. Palisty jsou drobné, šídlovité. Mladé stonky jsou lehce čtyřhranné. Květy jsou pravidelné, oboupohlavné, čtyřčetné, bez češule, jednotlivé na zkrácených postranních větévkách nebo úžlabní. Kalich je růžový, složený ze 4 na bázi krátce srostlých lístků, koruna chybí. Tyčinek je 8, ve dvou kruzích, jsou nápadně nestejné, volné a přirostlé k bázi kalicha. Semeník je svrchní, srostlý ze 4 plodolistů a se stejným počtem komůrek. V každém plodolistu jsou 2 vajíčka. Čnělky jsou částečně srostlé. Plodem je tvrdá, čtyřlaločná tobolka obalená vytrvalým okvětím a obsahující 4 ledvinovitá, hladká semena.

## Rozšíření
Druh je rozšířen pouze v oblasti Kapska v jižní Africe, kde se vyskytuje v jižní části pohoří Langeberg v nadmořských výškách 600 až 1200 metrů. Roste jako součást společenstva zvaného fynbos na vlhkých, k jihu otočených svazích s pískovcovým podložím.

## Taxonomie
Čeleď Geissolomataceae byla v klasické taxonomii řazena na různá místa systému. Cronquist ji řadil do řádu jesencotvaré (Celastrales), zatímco Dahlgren a Tachtadžjan do samostatného řádu Geissolomatales v rámci nadřádu Rosanae, resp. Ericanaeae.
Nejblíže příbuznou skupinou je podle kladogramů APG čeleď Strasburgeriaceae. Druh popsal již Carl Linné jako Pennaea marginata.